# Parque Provincial Laguna Pintascayo
Der Parque Provincial Laguna Pintascayo ist ein Naturpark in der Nähe des Ortes Aguas Blancas im Departamento Orán in der Provinz Salta in Nordargentinien. Die Westgrenze des Parks wird durch den Río Pescado gebildet. Der Park belegt eine Fläche von 12.139 Hektar. In dem Park leben besonders viele Vogelarten, darunter verschiedene Papageienarten und Tukane. Außerdem gibt es dort Tapire, Pumas, Hirsche (Mazama americana) und Fischotter.

## Klima
Das Klima ist subtropisch bis tropisch mit Jahresniederschlägen von etwa 2000 mm. Die Durchschnittstemperaturen im Sommer betragen 24 °C, maximal werden etwa 30 °C erreicht. Im Winter sinken die Temperaturen auf durchschnittlich 14 °C. In den höheren Lagen fällt im Winter Schnee.

## Tropenkrankheiten
In dem Gebiet kommen die Tropenkrankheiten Gelbfieber, Dengue, Leishmaniose und Malaria vor. 